# 静岡県立新居高等学校
静岡県立新居高等学校（しずおかけんりつ あらいこうとうがっこう）は、静岡県湖西市新居町内山にある県立高等学校。

## 概要
- 全日制、夜間定時制が設置されている(かつて設置されていた昼間定時制は2009年3月に閉課)。
- 夜間定時制三修制（定時制は4年であるが、通信制と併用するなどで3年間で卒業できる）に対応している。
- 頭髪や服装の検査が毎月始めに行われる。
- 制服は男子は詰襟学生服、女子はセーラー服を着用する。
- 幅広い地域から通学者がおり、磐田市や愛知県豊橋市から通学している生徒もいる。

## 沿革
- 1928年 - 新居町立新居実科高等女学校が設立される。
- 1948年 - 新学制の実施により静岡県新居高等学校（新居町立）となる。
- 1949年 - 県立に移管し、静岡県立新居高等学校となる。
- 1965年 - 繊維関係の工場で働く女子工員を対象として昼間定時制を併設する。
- 1979年 - 全日制工業コース新入生より募集停止。2年次からの選択制とする。
- 1997年 - 昼間定時制の自宅通学生の受け入れを開始する。
- 2001年 - コース制授業開始。
- 2002年 - 昼間定時制の午前固定制を開始し、時を同じくして男女共学となる。
- 2006年 - 昼間定時制募集停止[1]。
- 2009年 - 昼間定時制閉課。跡地は静岡県立静岡中央高等学校通信制課程西部キャンパスとして機能している。
- 2018年 - 校舎の耐震工事完了。

## 設置学科
全日制
- 普通科
  - 工業コース
  - 情報ビジネスコース
  - 体育コース
  - 教養コース
  - 福祉コース
  - 文理コース（理系・文系）

定時制
- 普通科

### 交通アクセス
- 東海道本線 新居町駅 より徒歩5分

## 学校行事
全日制課程の年間行事を掲載する。
| 4月 入学式 集団宿泊研修 遠足 6月 潮祭（文化祭） 7月 球技大会 | 9月 防災訓練 海岸清掃 演劇教室 10月 体育大会 | 12月 マラソン大会 2月 修学旅行 インターンシップ 3月 卒業式 離任式 |

## 生徒会活動、部活動など
全＝全日制課程、夜＝夜間定時制において設置されている部活動。

### 生徒会執行部
- 生徒会では主な活動として色々な行事の企画、運営を行っている。行事のための下準備や行事の後の片付けなども全員で協力して行っている。

#### マスコットキャラクター
- 2010年（平成22年度）秋、全校生徒でマスコットキャラクターの募集をし、学校の付近にある新居関所にちなんだ裃（かみしも）を着たアライグマのキャラクターが採用された。名前も生徒から募り「あらぽん」に決められた。なお、裃の左右には校章があしらわれている。

### 運動部
- 弓道部 （全）
- 剣道部 （全）令和5年度より廃部予定
- サッカー部 （全）
- 柔道部 （全）令和6年度より廃部予定
- 水泳部 （全）
- 卓球部 （全・夜）
- テニス部 （男・女）（全)
- バドミントン部 （夜）
- 男子バレーボール部 （全）
- ボート部 （全）
- 野球部 （全）
- 陸上部 （全・夜）
- ダンス部 (全)

### 文化部
- 囲碁･将棋部 （全）
- 茶道部 （全）令和6年度より廃部予定
- 社会研究部 （全）令和6年度より廃部予定
- 書道部 （全）
- 吹奏楽部 （全）
- パソコン部 （全 夜）
- 美術・漫画研究部 （全）
- ボランティア部 (全)

## 事件
2003年4月、当時16歳の当校の男子生徒が暴走族脱退を巡ってトラブルとなり、深夜にパチンコ店に呼び出されて暴走族のメンバー数人から暴行を受ける被害を受ける事件があった。その後、男子生徒は搬送先の病院で一度も意識が戻る事無く、同年6月下旬に死亡した。